# Waalse Pijl 1988
De 52e editie van de Waalse Pijl (ook wel bekend als La Flèche Wallonne) werd gehouden op woensdag 13 april 1988. Het parcours had een lengte van 243 kilometer. De start lag in Spa en de finish was op de top van de Muur van Hoei. Van de 191 gestarte renners bereikten 75 coureurs de eindstreep.

## Verloop
Op minder dan 40 kilometer van de finish ontstond een kopgroep van vijf renners: de Italiaan Moreno Argentin, de Fransman Charly Mottet, de Nederlander Steven Rooks en de twee West-Duitsers Rolf Gölz en Andreas Kappes. Gölz ging op 11 kilometer voor het einde in de aanval. Zijn vier medevluchters reageerden niet. Daardoor kon de West-Duitser, die reed voor de Nederlandse ploeg Superconfex, wegblijven en ongestoord aan de slotklim beginnen.
Met bijna een minuut voorsprong op Moreno Argentin kwam Rolf Gölz boven op de top van de Muur van Hoei. Hij was de eerste Duitse winnaar van de Waalse Pijl nadat hij vorig jaar als derde eindigde. Steven Rooks legde beslag op de derde plaats voor Charly Mottet en Andreas Kappes.
De beste Belgische renner was Bruno Bruyere die als zesde finishte op 3 minuten en 38 seconden.

## Uitslag
| Waalse Pijl 1988 |                 |                       |          |
| Plaats           | Naam            | Ploeg                 | Tijd     |
| Winnaar          | Rolf Gölz       | Superconfex-Yoko-Opel | 6u32'21" |
| 2                | Moreno Argentin | Gewiss-Bianchi-Fina   | + 56"    |
| 3                | Steven Rooks    | PDM-Ultima-Concorde   | + 1'02"  |
| 4                | Charly Mottet   | Système U-Gitane      | + 1'12"  |
| 5                | Andreas Kappes  | Toshiba-Look-Nievre   | + 1'23"  |
| 6                | Bruno Bruyere   | Hitachi-Bosal-BCE     | + 3'38"  |
| 7                | Yvon Madiot     | Toshiba-Look-Nievre   | + 3'43"  |
| 8                | Pedro Delgado   | Reynolds-Pinarello    | z.t.     |
| 9                | Stefan Joho     | Ariostea-Gres         | z.t.     |
| 10               | Jan Nevens      | Sigma-Fina            | z.t.     |

1936 · 1937 · 1938 · 1939 · 1940 · 1941 · 1942 · 1943 · 1944 · 1945 · 1946 · 1947 · 1948 · 1949 · 1950 · 1951 · 1952 · 1953 · 1954 · 1955 · 1956 · 1957 · 1958 · 1959 · 1960 · 1961 · 1962 · 1963 · 1964 · 1965 · 1966 · 1967 · 1968 · 1969 · 1970 · 1971 · 1972 · 1973 · 1974 · 1975 · 1976 · 1977 · 1978 · 1979 · 1980 · 1981 · 1982 · 1983 · 1984 · 1985 · 1986 · 1987 · 1988 · 1989 · 1990 · 1991 · 1992 · 1993 · 1994 · 1995 · 1996 · 1997 · 1998 · 1999 · 2000 · 2001 · 2002 · 2003 · 2004 · 2005 · 2006 · 2007 · 2008 · 2009 · 2010 · 2011 · 2012 · 2013 · 2014 · 2015 · 2016 · 2017 · 2018 · 2019 · 2020 · 2021 · 2022 · 2023 · 2024 · 2025 · 2026
Lijst van beklimmingen